# Densuș
Densuș (en hongrois : Demsus, en allemand : Demsdorf) est une commune du Județ de Hunedoara en Transylvanie, (Roumanie). Elle possède l'une des église en pierre les plus anciennes de Roumanie,.